# St. Laurentius (Gänheim)

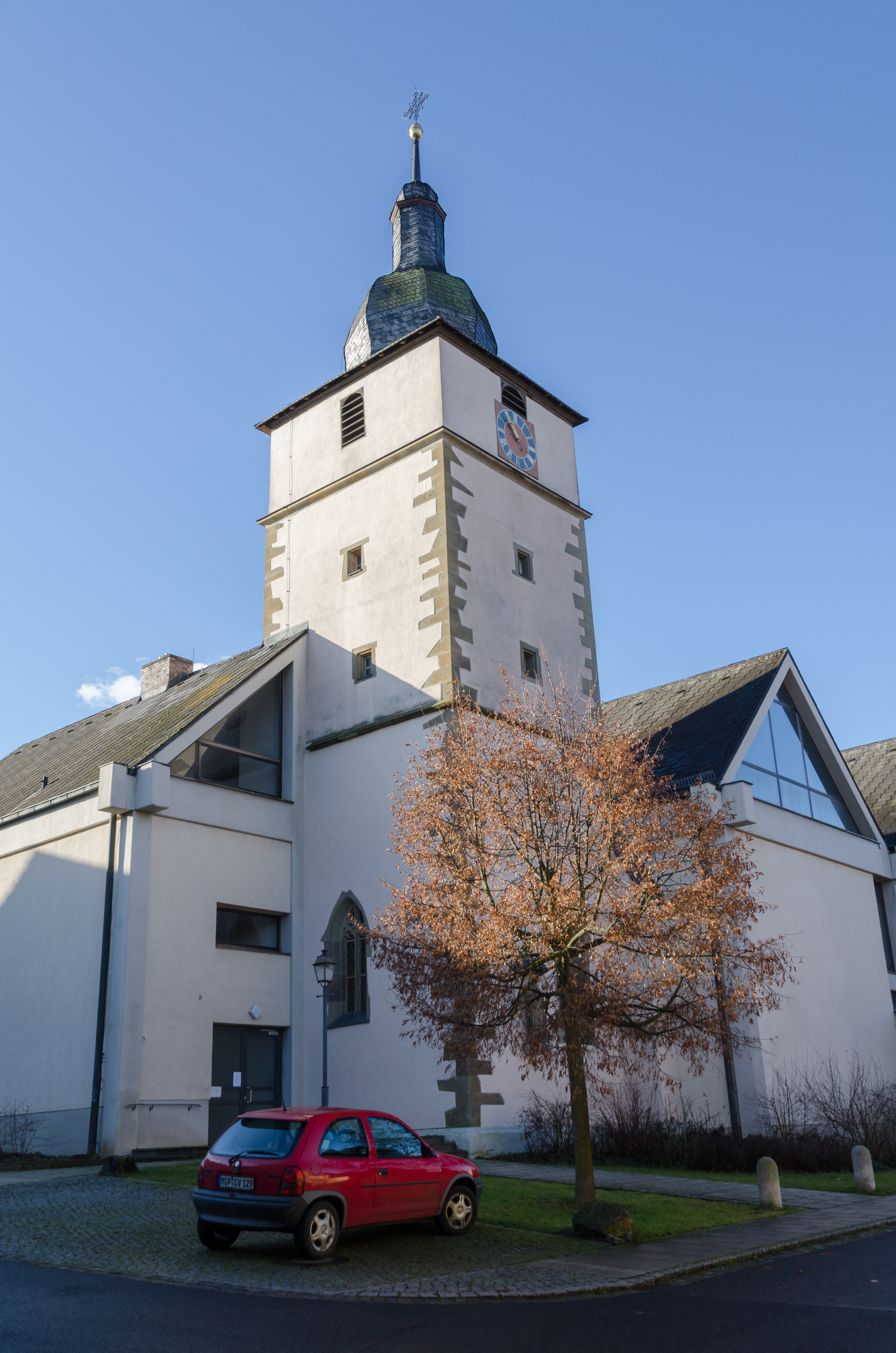
Die Kirche St. Laurentius in Gänheim

Die römisch-katholische Pfarrkirche St. Laurentius ist die Dorfkirche von Gänheim, einem Stadtteil von Arnstein im unterfränkischen Landkreis Main-Spessart. Die Kirche gehört zu den Baudenkmälern von Arnstein und ist unter der Nummer D-6-77-114-172 in der Bayerischen Denkmalliste registriert. Gänheim ist heute ein Teil der Pfarreiengemeinschaft „Um Maria Sondheim“.

## Geschichte
Gänheim gehörte ursprünglich zur Urpfarrei Altbessingen. Seit dem Jahr 1443 ist es eigenständige Pfarrei. Der ehemalige Chorturm der Kirche wurde im Jahr 1639 erbaut. Ansonsten ist die Kirche ein Neubau des Jahres 1971.

## Beschreibung
Der quadratische Kirchturm mit Zwiebelhaube und Laterne befindet sich im Osten. Sein Untergeschoss mit Kreuzgewölbe ist der ehemalige Chorraum. Westlich davon ist die neue Kirche als Saal ohne Chorabtrennung errichtet. Sie ist nach Süden ausgerichtet. Ihr Dach untergliedert sich in zwei innen sichtbare Satteldächer. Als Fenster dienen die vier Giebelflächen.

## Ausstattung
Im ehemaligen Chorraum sind der alte Hochaltar und die beiden Seitenaltäre aufgestellt. Sie entstanden um das Jahr 1790. Am Hochaltar ist unter anderem das zentrale Kruzifix und eine Figur des Kirchenpatrons Laurentius zu erkennen. In den neuen Hochaltar an der südlichen Wand der neuen Kirche ist ein Alabasterrelief der Kreuzabnahme aus der alten Kirche integriert. Es wurde um das Jahr 1639 von Zacharias Juncker d. Ä. aus Walldürn geschaffen. Über dem neuen Hochaltar hängt ein goldenes Kreuz. Der einzige Seitenaltar der neuen Kirche rechts davon besitzt eine vergoldete Figur der Muttergottes. Die Orgel ist auf der Empore an der östlichen Wand aufgestellt. Das Geläut besteht aus vier Glocken mit den Tönen e’ – g’ – a’ – h’.